# Casanova (TV-program)
Casanova var ett dejtingprogram som sändes i TV4 åren 1992–1994. Adam Alsing var programledare.
Tre tjejer och två killar hade varit på blinddejt med varandra. I programmet ställde Adam Alsing ingående frågor om dejten. Det par som lyckades bäst fick chansen att åka på en romantisk resa.

### Fotnoter
1. ↑  Helena Trus (10 november 2005). ”Nu lämnar Adam Alsing Kanal 5 för TV 4” (på svenska). Aftonbladet. https://www.aftonbladet.se/nojesbladet/tv/a/ddRbR1/nu-lamnar-adam-alsing-kanal-5-for-tv-4. Läst 10 september 2019.